# Валкъярви
Валкъярви (фин. Valkjärvi — Белое озеро) — бывшая община (волость) Финляндии, входившая в Выборгскую губернию. В 1944 году была передана Финляндией в составе территорий, отошедших к СССР по условиям Московского перемирия. Находилась в центре Карельского перешейка, на южном берегу реки Вуоксы. Граничила на севере с общинами Вуоксела и Саккола, на востоке — с общиной Рауту, на юге — с общиной Кивеннапа, на западе — с общиной Муолаа.

## История
Как церковно-административная единица формируется в 1648 г. в составе прихода Муолаа. В 1738 г. Валкъярви становится самостоятельным приходом.

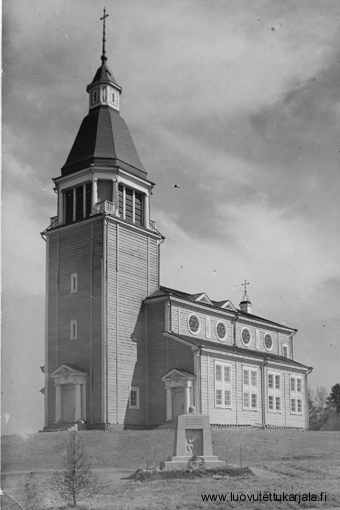
Кирха Валкъярви

Прежние территориальные границы Валкъярви почти в 10 раз превышали территорию современного Мичуринского поселения. Население занималось сельским хозяйством: выращивали рожь, овес, горох, лен, кормовую репу, разводили животных. Было развито кустарное ремесло, особенно славились изготовленные мастерами сани.
С 1921 г. в общине дислоцируется стрелковый батальон. В это же время строится железная дорога до Выборга.
В 1921—1922 гг. по проекту Илмари Лауниса, на мысу озера Валкъярви (совр. Мичуринское) был построен деревянный храм. Церковь не была разрушена в ходе Зимней войны, но частично пострадала в 1941 году. До 1960 г. там размещался кинотеатр. До наших дней сохранился каменный фундамент и новый памятник в виде колокольни со старым колоколом.
К 1939 году площадь земель общины составляла 399,6 км² (гораздо больше, чем в современном сельском поселении), а население — 7694 жителей. В её составе находилось более 50 населённых пунктов.
4 декабря 1939 г. захвачена войсками Красной армии в ходе Зимней войны. Финское население переселилось в общины Вильппула, Йямся, Йямсянкоски, Кеуруу, Корпилахти, Коскенпяа, Кухмойнен, Куоревеси, Мянття, Оривеси и Юупайоки.
Община упразднена 29 декабря 1948 года, приход — 5 января 1949 года.
В 1948 г. село Валкъярви переименовали в Мичуринское. В настоящее время окрестности села Валкъярви входят в состав Мичуринского сельского поселения Приозерского района. Остальные земли общины поделены между
сельскими поселениями: Красноозёрным, Петровским и Раздольевским Приозерского района и Красносельским Выборгского.

## Деревни
Айриккала, Алискала, Ваалимо, Валкеаматка, Вейккола, Вильппула, Вунуккала, Илмола, Камаяухола, Каркеала, Койвула, Костеала, Куоппа Хампаала, Кууппола, Кахкаала, Кюллястиля, Лаавола, Ланкила, Лахденпохья, Лемметтюля, Лийкола, Маннисниеми, Марьйониеми, Наумала, Нирккола, Ноусеала, Нурмиярви, Ораваниеми, Пентсиля, Пёппёля, Пийккиля, Пуйккола, Пуустинлахти, Пяйвиля, Рампала, Россила, Саавола, Салокюля, Саркола, Сипарила, Суонтака, Тарпила, Теппола, Торикка, Турулила, Уосуккала, Утула, Хампаала, Хармаала, Хуухти, Ютиккала, Яухола.
В 1937—1938 гг. община была разделена на 16 школьных округов.